# Ga Jakjeon
Ga Jakjeon là ga tàu điện ngầm trên Tuyến 1 của Tàu điện ngầm Incheon nằm ở Jakjeon-dong, Gyeyang-gu, Incheon.

## Tổng quan
Jakjeon là một khu dân cư dày đặc với rất nhiều toà nhà chung cư.

## Bố trí ga
| Đại học Giáo dục Quốc gia Gyeongin ↑ |
| S/B N/B \|                           |
| ↓ Galsan                             |

| Hướng Bắc | ← ● Incheon tuyến 1 Hướng đi Gyeyang                             |
| Hướng Nam | → ● Incheon tuyến 1 Hướng đi Công viên lễ hội ánh trăng Songdo → |

## Vùng lân cận
- Lối thoát 1: Hội của quận Gyeyang gu, Văn phòng thị trấn của Jakjeon 2 dong, Tổng công ty ngân hàng Woori.[1]
- Lối thoát 2: Văn phòng thị trấn của Jakjeon 1 dong, chợ Jakjeon, trường trung học Jakjeon, trường phổ thông Jakjeon, trường phổ thông nữ sinh Jakjeon
- Lối thoát 3: Bảo hiểm y tế quốc gia, bưu điện Jakjeon
- Lối thoát 4: Văn phòng thuế Buk Incheon
- Lối thoát 5: Trường tiểu học Hyoseong, Home Plus, Hi-mart
- Lối thoát 6: Gyeyang Shinhyup
- Lối thoát 7: Trường tiểu học Hyoseong Dong, trường trung học Hyoseong
- Lối thoát 8: Saemaeul Geumgo

## Hành khách
Bởi vì tính đặc trưng của nó, rất nhiều người đến đây trong và ngoài giờ cao điểm. Bên cạnh đó, nó có vai trò như một nút giao thông ở khu vực phía Bắc của Ga Bupyeong với Đường cao tốc Gyeongin.